# Jacuzzi
Jacuzzi é uma empresa ítalo-americana especializada em banheiras de hidromassagem.

## História
A Jacuzzi remonta a 1900, quando sete irmãos imigraram da Itália para o estado americano da Califórnia. Esta família deu a sua contribuição em várias áreas, principalmente na aviação – graças à invenção da primeira cabine fechada para o monoplano – e na agricultura, onde, fazendo uso dos seus conhecimentos hidráulicos, criaram um sistema de irrigação por meio de bombas. Com o passar dos anos, a empresa tornou-se bem-sucedida fabricando hélices de avião e bombas de irrigação para agricultura. Em 1956, uma pessoa da família precisou de um tratamento de hidroterapia para combater a artrite. Os engenheiros da Jacuzzi adaptaram uma dessas bombas para ser usada numa banheira.

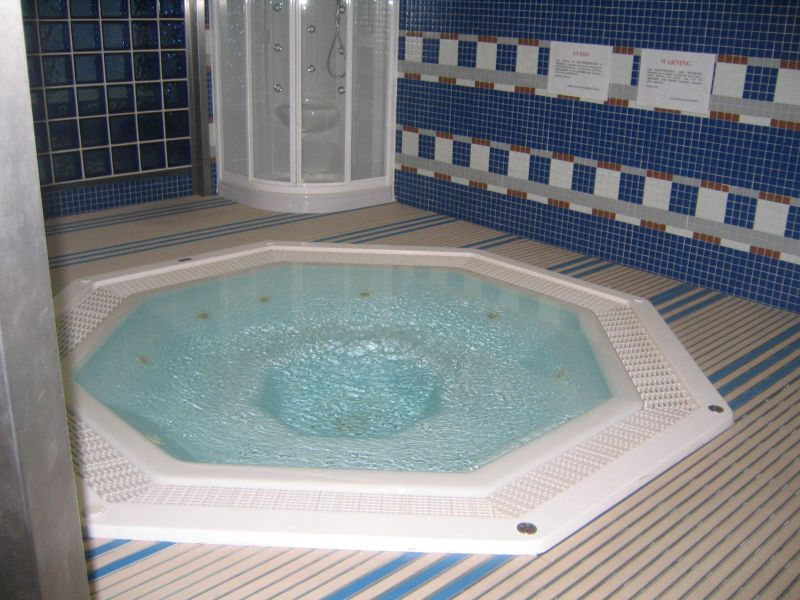
Uma banheira de hidromassagem (jacuzzi).

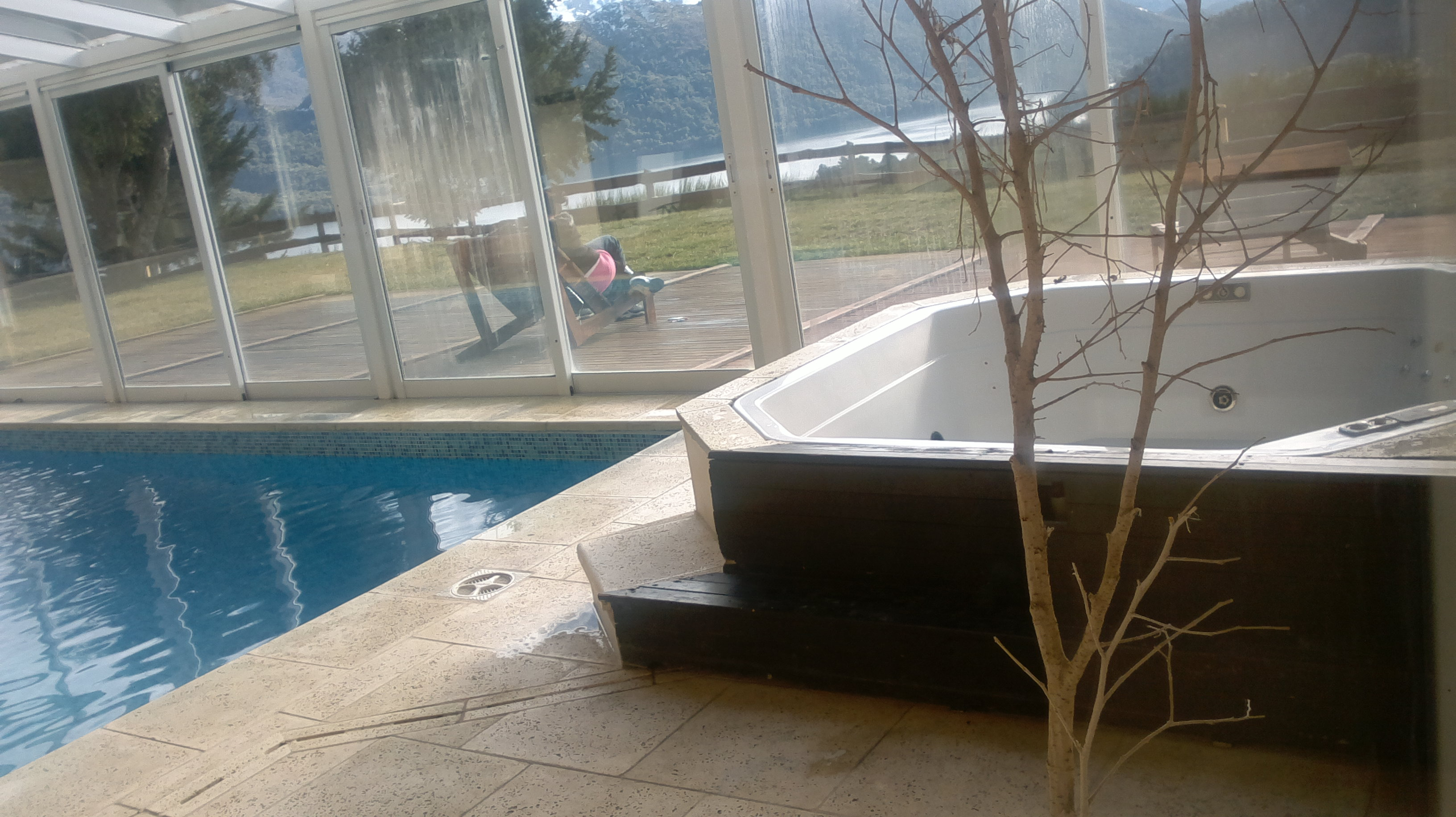
Uma Jacuzzi ao lado de uma Piscina

Roy Jacuzzi viu aí um bom negócio, surgindo um novo nicho de mercado, colocando as banheiras de hidromassagem no mercado em 1968. O modelo J-300 era vendido para hospitais e escolas. Pouco depois, com a preocupação do povo norte-americano com a saúde, bem-estar e cultura ao corpo, a empresa iniciou as vendas ao público. Em 1970, a empresa lança a primeira banheira Spa, uma unidade grande, desenhada para acomodar várias pessoas, possuindo sistema de filtragem para manter a água aquecida e limpa. Em 1979, a família vendeu a empresa e somente Roy Jacuzzi permaneceu à frente do negócio.